# Letiště Plzeň-Líně
Letiště Plzeň-Líně, dříve také Dobřany/Líně (ICAO: LKLN) je mezinárodní neveřejné, vnitrostátní veřejné letiště u obce Líně na Plzeňsku, obsluhující české město Plzeň. Bylo založeno jako vojenské letiště v roce 1952, od roku 1996 je veřejné. Jeho areál má 400 hektarů. Letiště Plzeň-Líně je v majetku Ministerstva obrany České republiky a jeho provozovatelem je od 11. července 2024 LOM Praha s.p.

## Využití

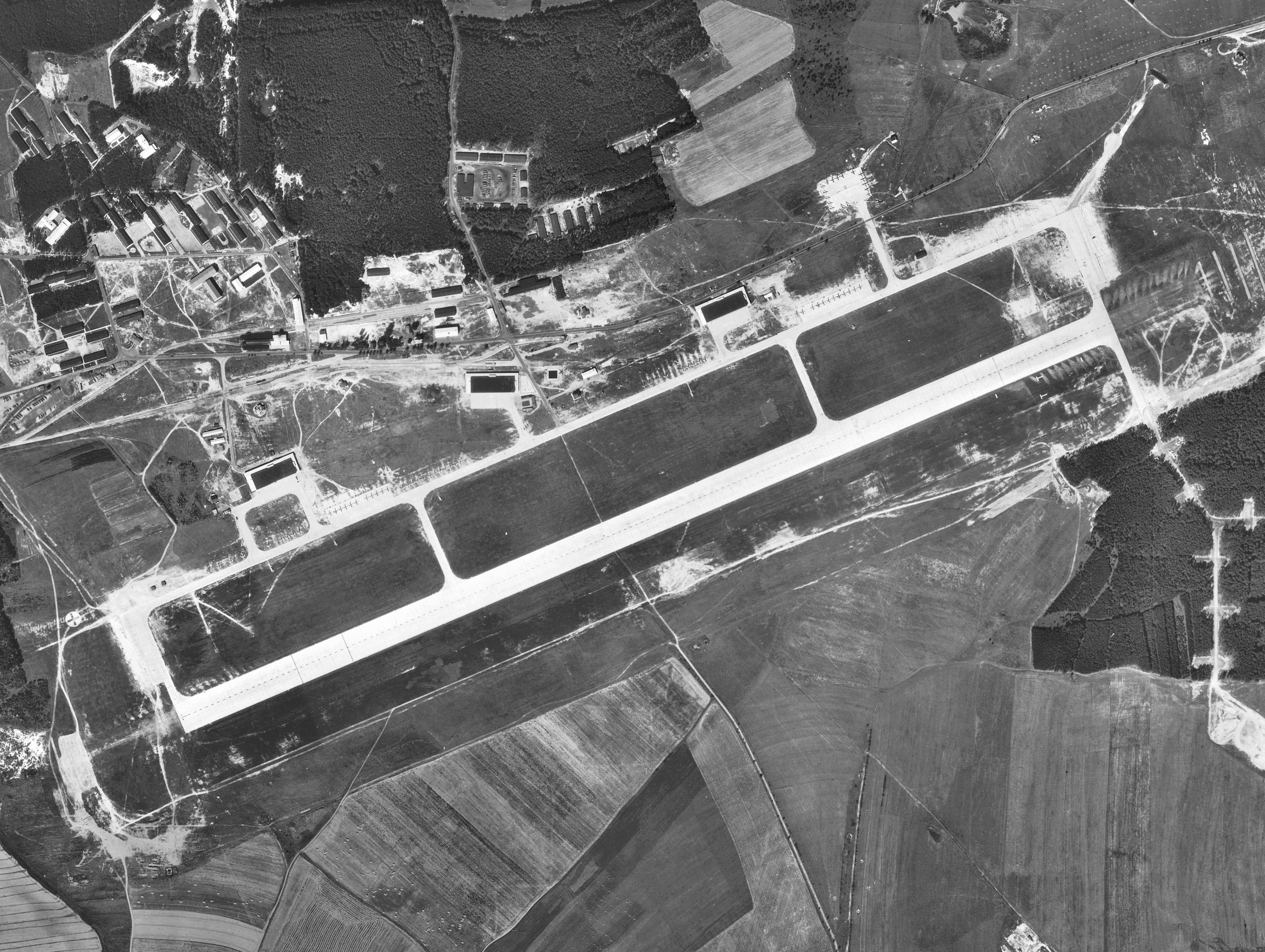
Letecký snímek z roku 1956

V roce 2013 se na letišti uskutečnilo 10 943 pohybů letadel, z toho 92 mezinárodních. Následující roky mají výrazný vzestupný trend. V roce 2021 se na letišti uskutečnilo celkem 19 507 pohybů letadel a je tak nejvíce využívaným letištěm nejen v Plzeňském kraji, ale i v celé západní polovině Čech. Letiště je domovem pro více než 70 letounů různých provozovatelů. Kromě letecké záchranné služby (LZS Plzeň-Líně) provozované Armádou ČR (Kryštof 07), zde působí Aeroklub Plzeň Bory, pět leteckých škol, letecký historický spolek Classic Trainers provozující dobové historické letouny a Muzeum Hangar 3, které se věnuje více než 110 let dlouhé historii plzeňského letectví i rodákům ze západu Čech bojujících v řadách RAF za druhé světové války. Na letišti působí dalších několik desítek soukromých provozovatelů. Letiště využívají zástupci zahraničních firem se svými business jety (Falcon 2000EX Bauhaus, Bombardier Global Express BD700 izraelské firmy Plaza a různé Cessny Citation). V roce 2011, 2012 a 2018 se zde konaly letecké dny. Na letišti byly k vidění stroje L-39 Albatros, Saab JAS-39 Gripen, Spitfire Mk.XVI, Mig-15 UTI, Junkers Ju 52, P-38 Lightning, hydroplán Consolidated PBY Catalina či Boeing 75 Stearman. Dne 21. června 2014 se zde konal parašutistický Plzeňský pohár.

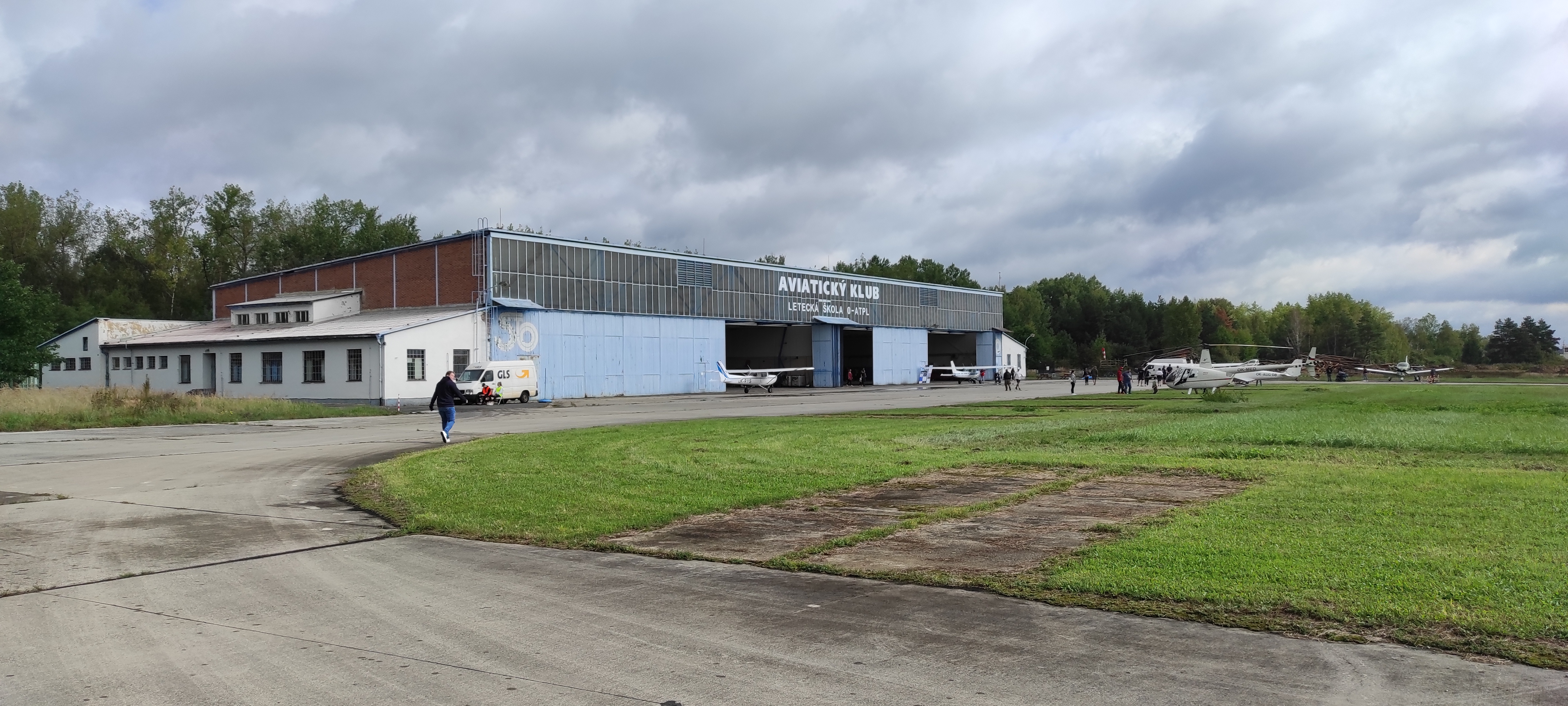
Hangár letecké školy Aviatický klub

Areál na základě nájemní smlouvy od 25. června 1996 do 31. ledna 2013 využívala společnost PlaneStation Pilsen s.r.o. Ministerstvo obrany smlouvu v roce 2013 vypovědělo, důvodem bylo neplnění řady smluvních podmínek. Nájemce mj. přestal od roku 2010 platit nájemné. Celková výše pohledávek Ministerstva obrany v roce 2013 dosahovala téměř 50 milionů Kč. Společnost PlaneStation Pilsen i po vypovězení smlouvy nadále areál využívala a odmítala ho opustit. Ministerstvo proto podalo postupně tři žaloby, domáhalo se zaplacení dluhu na nájemném, vyklizení areálu a vydání bezdůvodného obohacení, když společnost letiště užívá bez platné smlouvy a inkasuje peníze od třetích subjektů za dílčí podnájmy. V září 2023 soud vyhověl ministerstvu v žalobě po vyklizení, na které stanovil lhůtu dvou měsíců od nabytí právní moci rozhodnutí. Tato lhůta uplynula 11. července 2024 a areál na základě rozhodnutí ministerstva převzala nově zřízená organizační složka Letiště Líně státního podniku LOM Praha.

## Zrušení letiště
Dle usnesení vlády z července 2022 má být letiště zrušeno a ustoupit plánované průmyslové zóně. Vláda jednala o možnosti výstavby závodu na výrobu baterií pro elektromobily koncernu Volkswagen (tzv. gigafactory). Průmyslovou zónu prosazovala jak česká vláda, tak vedení Plzeňského kraje. Ale starostové dotčených obcí Dobřany, Líně, Nová Ves, Zbůch a Chotěšov si v červenci 2022 stěžovali na nedostatečnou komunikaci záměru ze strany hejtmanství.
V říjnu 2023 však firma Volkswagen oznámila, že koncern nebude v současnosti rozhodovat o možných dalších lokalitách pro výstavbu gigafactory na baterie v Evropě, čímž padla i možnost její výstavby v Líních.
Stát přislíbil, že v případě zrušení letiště vybuduje jiné letiště co nejblíže původní lokalitě. Podle informací z dubna 2023 by se stěhování mělo týkat i letecké záchranky, která původně měla v areálu zůstat. Stát prověřoval několik vytipovaných míst pro výstavbu náhradního letiště se dvěma favorizovanými lokalitami. Těmi jsou Chotěšov a Dobřany.
Ke konci roku 2023, vzhledem k nezájmu koncernu VW o vybudování gigafactory, padlo ze strany MO rozhodnutí o zachování letiště. Do budoucna se počítá s rozšířením aktivit armády v letištním areálu které zahrne základnu pro aktivní zálohu apod. Nadále se zde zachovává i letecká záchranná služba s vrtulníky Kryštof 07.

## Technické údaje
- RWY 24/06, 2450 × 60 m (dočasně v provozu 1450 m), beton
- Druh provozu: VFR
- Nadmořská výška: 362 m n. m.
- Kategorie 4C s dočasným omezením na 2B